# Hadrodactylus laurentianus
Hadrodactylus laurentianus là một loài tò vò trong họ Ichneumonidae.